# Коваксин
BBV152, відома також під назвою Коваксин (Covaxin) — кандидат на вакцину проти COVID-19, який створений на основі інактивованого вірусу SARS-CoV-2, яку виробляє індійська компанія «Bharat Biotech» у співпраці з Індійською радою з медичних досліджень.

## Клінічні дослідження

### I і II фаза клінічних досліджень
У травні 2020 року Національний інститут вірусології Індійської ради з медичних досліджень схвалив і забезпечив штамами вірусів розробку повністю інактивованої вакцини проти COVID-19. У червні 2020 року компанія «Bharat Biotech» отримала дозвіл на проведення досліджень на людях І та II фази вакцини проти COVID-19, яка отримала назву «Covaxin», від державного агентства з контролю за ліками Індії. Індійська рада з медичних досліджень обрала загалом 12 місць для проведення I та II фаз рандомізованих, подвійних сліпих та плацебо-контрольованих клінічних досліджень кандидата на вакцину.
У грудні 2020 року компанія опублікувала звіт про I фазу клінічного дослідження та представила результати у препринті medRxiv.

### III фаза клінічних досліджень
У листопаді 2020 року компанія «Bharat Biotech» отримав дозвіл проводити III фази клінічного дослідження на людях кандидата на вакцину «Коваксин» після завершення I і II фаз. Це дослідження проводилось як рандомізоване, подвійне сліпе, плацебо-контрольоване дослідження серед добровольців вікової групи від 18 років, та розпочалось 25 листопада. У III фазі дослідження брали участь близько 26 тисяч добровольців з усієї Індії. III фаза клінічного дослідження охоплять загалом 22 місцевості в кількох штатах країни, включаючи Делі, Карнатаку, Західну Бенгалію, та низку інших штатів, які за очікуваннями, мають приєднатися до проведення дослідження за короткий час.
Згідно результатів досліджень, у Bharat Biotech заявили, що вакцина Covaxin захищає від важких форм хвороби і штаму «Дельта» COVID-19.

## Виробництво
Компанія «Bharat Biotech» виробляє кандидата на вакцину «Коваксин» на власному заводі за технологією її створення з клітин веро, на якому можна виробити близько 300 мільйонів доз вакцини. Компанія перебуває в процесі створення другого заводу на своєму заводі в Геномній Долині в Гайдарабаді для виробництва вакцини «Коваксин». Фірма веде переговори з іншими урядами штатів, зокрема штату Одіша, щодо іншого місця в країні для виготовлення вакцини. Крім цього, також розглядається питання щодо вироблення вакцини в інших країнах світу. У грудні 2020 року компанія «Ocugen Inc» уклала партнерські відносини з «Bharat Biotech» для спільного просування «Коваксину» на американському ринку.

## Дозвіл на екстрене використання
Компанія «Bharat Biotech» звернулася до державного агентства з контролю за ліками Індії та уряду Індії з проханням на дозвіл на екстрене використання вакцини «Коваксин». Вона стала третьою компанією після Інституту сироваток Індії та компанії «Pfizer», яка подала заявку на затвердження використання вакцини у надзвичайній ситуації.
2 січня 2021 року центральний контрольний орган зі стандартизації ліків рекомендував надати дозвіл на екстрене використання вакцини «Коваксин», який був наданий з 3 січня.